# Genco Erkal
Genco Erkal (Istanbul, 28 marzo 1938 – Istanbul, 31 luglio 2024) è stato un attore e attivista turco.

## Biografia
Laureato in psicologia all'Università di Istanbul nel 1959, recitò prevalentemente per il teatro. Nella sua carriera partecipò a dieci pellicole cinematografiche, in un periodo compreso tra i primi anni Settanta e gli anni Dieci.
Attivista politico, fu anche fortemente contrario alla celebrazione dell'Id al-adha.

## Filmografia
- At, regia di Ali Özgentürk (1982)
- Faize hücum, regia di Zeki Ökten (1982)
- Hakkari'de Bir Mevsim, regia di Erden Kiral (1983)
- Pazar - Bir ticaret masalı, regia di Ben Hopkins (2008)

## Premi e riconoscimenti

### Festival internazionale del cinema di Adalia
- 1982: - Miglior attore per At
- 1983: - Miglior attore per Faize hücum